# Charbon (maladie professionnelle)
Pour les articles homonymes, voir Charbon.
Cet article décrit les critères administratifs pour qu'une maladie infectieuse comme le charbon soit reconnue comme maladie professionnelle en France. Pour la description clinique de la maladie se reporter à l'article suivant :

## Législation enFrance

### Régime général
| Fiche Maladie Professionnelle | Fiche Maladie Professionnelle | Fiche Maladie Professionnelle |
| Ce tableau définit les critères à prendre en compte pour qu'une infection par le bacille du charbon soit prise en charge au titre de la maladie professionnelle | Ce tableau définit les critères à prendre en compte pour qu'une infection par le bacille du charbon soit prise en charge au titre de la maladie professionnelle | Ce tableau définit les critères à prendre en compte pour qu'une infection par le bacille du charbon soit prise en charge au titre de la maladie professionnelle |
| Régime Général. Date de création : 14 décembre 1938 | Régime Général. Date de création : 14 décembre 1938 | Régime Général. Date de création : 14 décembre 1938 |
| Tableau N° 18 RG | Tableau N° 18 RG | Tableau N° 18 RG |
| Charbon professionnel | Charbon professionnel | Charbon professionnel |
| --- | --- | --- |
| Désignation des Maladies | Délai de prise en charge | Liste indicative des principaux travaux susceptibles de provoquer ces maladies                                                                                  |
| Pustule maligne | 30 jours | Travaux susceptibles de mettre les ouvriers en contact avec des animaux atteints d'infection charbonneuse ou avec des cadavres de ces animaux.                  |
| Œdème malin | 30 jours | |
| Charbon gastro-intestinal | 30 jours | Chargement, déchargement ou transport de marchandises susceptibles d'avoir été souillées par des animaux ou des débris d'animaux infectés.                      |
| Charbon pulmonaire (En dehors des cas considérés comme accidents du travail).                                                                                   | 30 jours | |
| Date de mise à jour : 7 mai 1988 | | |
| | | |

### Régime agricole
| Fiche Maladie Professionnelle | Fiche Maladie Professionnelle | Fiche Maladie Professionnelle |
| Ce tableau définit les critères à prendre en compte pour qu'une infection par le bacille du charbon soit prise en charge au titre de la maladie professionnelle | Ce tableau définit les critères à prendre en compte pour qu'une infection par le bacille du charbon soit prise en charge au titre de la maladie professionnelle | Ce tableau définit les critères à prendre en compte pour qu'une infection par le bacille du charbon soit prise en charge au titre de la maladie professionnelle |
| Régime Agricole.Date de création : 17 juin 1955 | Régime Agricole.Date de création : 17 juin 1955 | Régime Agricole.Date de création : 17 juin 1955 |
| Tableau N° 4 RA | Tableau N° 4 RA | Tableau N° 4 RA |
| Charbon professionnel | Charbon professionnel | Charbon professionnel |
| --- | --- | --- |
| Désignation des Maladies | Délai de prise en charge | Liste indicative des principaux travaux susceptibles de provoquer ces maladies                                                                                  |
| Pustule maligne | 30 jours | Travaux susceptibles de mettre les travailleurs en contact avec des animaux atteints d'infection charbonneuse ou avec des cadavres de ces animaux.              |
| Œdème malin | 30 jours | |
| Charbon gastro-intestinal | 30 jours | Chargement, déchargement ou transport de marchandises susceptibles d'avoir été souillées par des animaux ou des débris d'animaux infectés.                      |
| Charbon pulmonaire (En dehors des cas considérés comme accidents du travail).                                                                                   | 30 jours | |
| Date de mise à jour : 27 janvier 1976 | | |

### Données professionnelles
Le charbon est une maladie infectieuse aiguë causée par la bactérie Bacillus anthracis. C'est une anthropozoonose, c'est-à-dire une affection qui touche aussi bien l'animal que l'Homme.
L’infection résulte généralement d'une exposition à des spores provenant d’animaux infectés morts ou vivants ou de produits animaux contaminés. En pathologie professionnelle sont donc concernés les éleveurs et surtout les salariés travaillant sur des produits animaux (industrie du cuir, fabrication de colle à partir d'os infectés, etc.).
Les deux derniers épisodes français sur les cheptels datent des années 1990 (en Haute-Savoie et dans les Pyrénées-Atlantiques). Mais la menace vient surtout de produits animaux importés de pays infectés.

### Données médicales
Les différentes contaminations par le Bacillus anthracis engendrent des conséquences diverses sur l’organisme. Il existe trois formes de contamination : 
1. Le charbon cutané.
2. Le charbon gastro-intestinal.
3. Le charbon par inhalation.

#### La forme cutanée
C'est la plus fréquente chez l'être humain et celle qui est la plus susceptible de se rencontrer en pathologie professionnelle. Cette infection résulte d'un contact entre les spores et une blessure. Cette forme de charbon représente 95 % des infections dues au Bacillus anthracis. Elle provoque la formation d’une macule à l’endroit de l’inoculation et provoque des démangeaisons. Un jour après, elle se transforme en ulcération entourée de vésicules. Le bouton est indolore et enfoncé, il se dessèche et se couvre ensuite d’une croûte noire (d'où le nom de la maladie). Dans 80 % des cas, la blessure guérit sans complications. Malgré tout, dans certains cas l’œdème s’intensifie et prend du volume engendrant une déformation du visage. Dans un premier temps une forte fièvre apparaît qui sans traitement entraîne de fortes complications. Ces complications évoluent vers la mort dans 5 % à 20 % des cas.

#### La forme gastro-intestinale
Cette infection résulte de la consommation de viande contenant des endospores, une infection due à Bacillus anthracis par voie gastro-intestinale est cependant peu répandue. Le charbon gastro-intestinal apparaît dans le cas où des spores se retrouvent dans les voies gastro-intestinales supérieures ou inférieures. Dans le premier cas, la forme oropharyngienne se caractérise par l’apparition d’un ulcère œsophagien ou oral avec une adénopathie lymphatique régionale et une septicémie. Dans les cas où les spores se présentent dans les voies gastro-intestinales inférieures, les nausées et vomissements sont rapidement suivis de diarrhées sanguinolentes, d’une perforation des intestins et de septicémies ; une ascite massive peut apparaître. Le taux de mortalité de cette forme est variable mais élevé et peut atteindre 100 %.

### La forme respiratoire
Cette forme de charbon provient de l’inhalation de spores via des particules contaminées (aérosol). L’inhalation est suivie d’un syndrome grippal peu spécifique accompagnée de fièvre, de douleurs musculaires, de maux de tête et de toux sèche. Les spores qui se sont déposées dans les alvéoles pulmonaires sont phagocytées par les macrophages. Ceux-ci finissent par éclater et les spores ainsi libérées sont transportées par le système lymphatique aux ganglions trachéobronchiques. Les spores donnent naissance à des formes végétatives qui se multiplient et qui produisent des toxines jusqu’à soixante jours plus tard. Deux à quatre jours après le début des symptômes, il apparaît une soudaine aggravation de la situation générale. On observe une insuffisance respiratoire grave, des douleurs rétrosternales aiguës et une hypotension. Une radiographie du thorax présente alors une image typique de la dilatation médiastinale, compatible avec la lymphodénopathie médiastinale hémorragique et de la médiastinite. Parfois le patient meurt quelques heures après le début de cette deuxième phase. Une méningite hémorragique ou une septicémie charbonneuse peut être une complication supplémentaire. Le charbon pulmonaire ne représente que 5 % des cas mais son taux de mortalité est estimé entre 90 et 100 %.

## Sources spécifiques
- (fr) Tableau N° 18 des maladies professionnelles du régime Général
- (fr) Tableau N° 4 des maladies professionnelles du régime Agricole

## Sources générales
- (fr) Tableaux du régime Général sur le site de l’AIMT
- (fr) Guide des maladies professionnelles sur le site de l’INRS